# Plan- og Landdistriktsstyrelsen
Plan- og Landdistriktsstyrelsen är en myndighet i Danmark med ansvar för lagstiftning och stöd inom samhällsplanering. Den ligger under By-, Land- og Kirkeministeriet och har sitt säte i Köpenhamn (där den delar hus med Energistyrelsen och Bygningsstyrelsen). Den grundades 2022 då Bolig- og Planstyrelsen delades upp så att planfrågor hamnade under Plan- og Landdistriktsstyrelsen och boendefrågor under Social- og Boligstyrelsen.